# Чилеєво (Калузька область)
Чилеєво (рос. Чилеево) — присілок в Сухиницькому районі Калузької області Російської Федерації.
Населення становить 0 осіб. Входить до складу муніципального утворення Село Стрельна.

## Історія
Від 2004 року входить до складу муніципального утворення Село Стрельна

## Населення
1. Н/Д[2]